# 荒井洋一 (哲学者)
荒井 洋一（あらい よういち、1949年11月 - ）は、日本の哲学者。東京学芸大学教授。専門は中世キリスト教哲学。特に教父哲学、アウグスティヌスをめぐる「叫び」の構造。

## 経歴
富山県生まれ。
1972年、富山大学卒業。1977年、九州大学大学院文学研究科博士課程単位取得退学。1992年1月、文学博士。論文の題は「アウグスティヌス的な探求の根本構造」。

## 専門
西洋中世思想史（教父哲学）